# Dave Lambert
Dave Lambert (19 juin 1917, Boston - 3 octobre 1966, Wesport) est un chanteur de jazz américain.

## Biographie
Surtout connu comme membre du groupe vocal Lambert, Hendricks & Ross, il commence sa carrière musicale dès les années 1940 notamment au sein de l'orchestre de Gene Krupa.
Dès 1949, il travaille avec Jon Hendricks. Ils ne se sépareront qu'en 1964 avec la rupture du groupe Lambert, Hendricks & Bavan.

## Discographie
Albums
- Dave Lambert, Buddy Stewart - The Young At Bop, Album, Mercury, 1954
- Joe Williams, Dave Lambert, Jon Hendricks, Annie Ross Plus The Basie Band* - Sing Along With Basie, Roulette, 1959
- Stan Getz, Gerry Mulligan, Wardell Gray, Dave Lambert, Benny Green*, Allen Eager - Yesterday, Mainstream Records, 1972

Singles & EPs
- Hawaiian War Chant, Capitol Records
- Jo Stafford With Dave Lambert With Paul Weston And His Orchestra - Smiles / Jolly Jo, Telefunken, Capitol
- Count Basie Featuring Dave Lambert, Jon Hendricks, Joe Williams, Annie Ross Plus The Basie Band - sing along With Basie Vol 2, Sonet, 2014